# ファツマ・ロバ
ファツマ・ロバ（Fatuma Roba、1973年12月18日 - ）は、エチオピア・アディスアベバ出身の女子マラソン選手である。1990年代中盤から2000年代前半にかけて活躍した。
彼女の名前は、「ファツマ」が本人の名前、「ロバ」は「姓（ファミリーネーム）」ではなく父親の名前（父称）であるため、本人の特定という意味では、略する場合は「ファツマ」とするのが正しい（人名#その他の文化圏における名前を参照）。しかし、日本語圏においては、「ロバ」をファミリーネームのように見なしてそのように省略するのが一般的であるため、以下の文中の表記もそれに従う。
1996年7月28日のアトランタオリンピックにおいては、ロバは下馬評にも挙がらないほど無名の選手であった。ところがレース中盤（19km付近）でロバが一人先頭集団から抜け出しトップに躍り出て、その後独走状態となり、ロバは2位以下の選手との差をぐんぐん引き離し、そのまま逃げ切って金メダルを獲得。銀メダルのワレンティナ・エゴロワ、銅メダルの有森裕子らとは、2分以上の大差をつける圧勝だった。女子マラソン競技においてオリンピック・世界陸上選手権と共に、アフリカ勢の女子選手が優勝したのは、ロバが史上初めてであった。
その後もロバはボストンマラソン3連覇などで活躍していたが、世界陸上の女子マラソン競技では最高でも4位入賞が精一杯で、世界陸上のメダル獲得は果たせなかった。アトランタ五輪から4年経った2000年9月24日のシドニーオリンピックにも出場したが、中間点前の18km付近でスパートして金メダルを獲得した高橋尚子には全くついていけないまま後退、結局ロバは9位に終わり五輪連覇はならなかった。

## 主な戦績
- 自己ベストタイム 2時間23分21秒（1998年4月、ボストンマラソン）
- アトランタオリンピック（1996年7月）：2時間26分05秒（優勝、金メダル獲得）
- シドニーオリンピック（2000年9月）：2時間27分38秒（9位）
- 世界陸上選手権：1995年イエーテボリ大会19位、1997年アテネ大会途中棄権、1999年セビリア大会4位、2001年エドモントン大会13位
- 東京国際女子マラソン：1996年8位、1997年4位、1998年8位、1999年2位、2003年5位
- 大阪国際女子マラソン：2002年7位
- 長野オリンピック記念長野マラソン：2004年優勝
- ボストンマラソン：1997年優勝、1998年優勝、1999年優勝、2000年3位、2001年5位